# 無効票

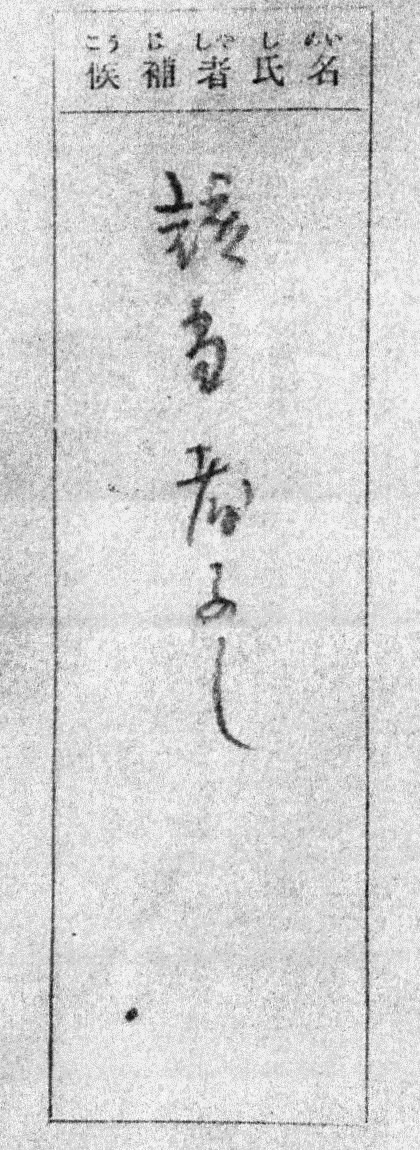
第25回衆議院議員総選挙の無効票「該当者なし」

無効票（むこうひょう）とは、定められた要件を満たしていないとして、効力が認められない票のこと。

## 日本
日本では公職選挙での投票の効力は公職選挙法第68条で定められており、法律に反した投票は無効になる。法律で規定されている無効票は以下の事例がある。
1. 所定の用紙を用いない場合[1][注 1]
2. 候補者の氏名（衆議院比例の場合は政党名・参議院比例は政党名・候補者名のいずれか）以外を記入した場合
3. 候補者の氏名（衆議院比例の場合は政党名・参議院比例は政党名・候補者名のいずれか）に他事記載をした場合（候補者の職業、身分、住所又は敬称の類は有効。衆議院比例・参議院比例は政党等本部の所在地、政党等の代表者の氏名または敬称は有効）
4. 一枚の投票用紙に複数の候補者・政党名を記入した場合
5. 候補者の氏名（衆議院比例の場合は政党名・参議院比例は政党名・候補者名のいずれか）を自書しない場合
6. 候補者の氏名（衆議院比例の場合は政党名・参議院比例は政党名・候補者名のいずれか）を確認し難い場合（無記載の場合は白票）

### 例
- 1947年第1回参議院議員通常選挙
  - 長崎県選挙区 - 当選枠2人（6年任期1人と3年任期1人）に対して4人が争う構図で、無効票が6万7183票（無効投票率は15.72％）となり、落選候補2人の得票数（5万8180票と5万5986票）よりも無効票が多い事態となった。初めての参院選で全国区と同時に行われる方式に有権者が不慣れだったことが影響していると見られている。
  - 全国区 - 無効票が367万1503票（無効投票率は14.72％）となった[2]。初めての参院選で地方区と同時に行われる方式に有権者が不慣れだったことが影響していると見られている[2]。
- 1980年第36回衆議院議員総選挙
  - 香川県第2区 - 当選枠3人に対して5人の候補が争う構図で、無効票が1万6470票（無効投票率は6.33％）となり、落選候補2人の得票数（9829票と3016票）よりも無効票が多い事態となった。第12回参議院議員通常選挙と同時に行われて衆参同日選挙になって投票率が上昇したが、投票日の10日前に前職候補であり現職首相の大平正芳が死亡して大平陣営から娘婿の森田一が補充立候補される中で、不在者投票制度において死亡前に大平に投票したり、死亡後も大平に投票する人がいたことも影響したと見られている。
- 1980年第12回参議院議員通常選挙
  - 和歌山県選挙区 - 当選枠1人に対して自民党候補と社会党候補と共産党候補の三者が争う構図で、無効票が10万3909票（無効投票率は17.99%）となり、落選候補2人の得票数（8万88425票と8万18票）よりも無効票が多い事態となった[2]。第36回衆議院議員総選挙と同時に行われて衆参同日選挙になって投票率が上昇したが、参議院の和歌山県選挙区は無風選挙で当落の行方がはっきりしていたことや、和歌山県を重点区とする全国区候補を擁立していた某政治団体が参議院和歌山県選挙区の投票用紙にも全国区候補の氏名を書き込むように支持者に働きかけた結果、参議院の和歌山県選挙区の投票用紙に全国区候補の氏名を記載した無効票が多く出たためと分析された[2][3][4]。
- 1991年東京都議会議員新宿区補欠選挙 - 当選枠1人に対して3人が立候補し、1位当選の自民党候補は6万709票で2位落選の共産党候補は2万6171票で3位落選の無所属候補は1万1513票だったが、無効票が1万6755票（無効投票率は14.55%）となった[5]。1991年東京都知事選挙と同時に行われた一方で、事実上の自共対決で有権者の選択の幅が狭くなり、自共以外の支持者が無効票を投じたためと見られている[5]。
- 1992年新潟県知事選挙 - 平山征夫と長﨑明の2人の新人候補が立候補したが、金丸信前自民党副総裁が量的制限を超える5億円の政治献金に絡んで略式起訴されて20万円の罰金刑を受けたことや、新潟県知事だった金子清が1億円の闇献金に絡んで起訴されて知事を辞職したこと（東京佐川急便事件）による政治不信の中で、与野党相乗りでの知事候補擁立という事情も加わったため、白票なども含め「該当者なし」「1億円」「金丸信」「金権疑惑追及」「田中角栄」「金子清」と政治への「怒り」「不満」ともとれる立候補者以外の記述が続出し、無効票は2万7079票（無効投票率は2.88%）となった[6]。
- 1993年千葉県知事選挙 - 現職知事である沼田武と新人候補である池ノ谷忠敏と上村勉の計3人が立候補したが、金丸信前自民党副総裁が脱税で逮捕された金丸事件に絡み、白票なども含め「金丸信、金返せ」「大泥棒」「政治不信」「東京地検特捜部」「黒丸信」「金竹小が千葉県知事になれ　金もうけがうまいから」「ワリシン」「金丸」等の中央政界への有権者批判ともとれる立候補者以外の記述が出て、無効票は2万3945票（無効投票率は1.79％）となった[7]。
- 1994年室戸市議会議員補欠選挙 - 当選枠1人に対して2人が立候補し、1位当選候補は2851票で2位落選候補は1167票だったが、無効票が4216票（無効投票率は52.20%）となった[8][9]。贈収賄事件で市長と市議が逮捕されて辞職したことに伴って市長選と同時に行われたが、補選候補が同じ地区から出ており、他地区の有権者の関心が薄かったためと分析された[8][10]。なお、市議補選の無効票は3057票は白票で、残りは市議補選候補でない市長選候補の名前を書いたもの等であった[8][9]。
- 2001年第19回参議院議員通常選挙
  - 各選挙区 - 第1次小泉内閣発足直後で非常に高い支持率だったことからか、現職衆議院議員で参院選に立候補をしていない小泉純一郎首相や田中真紀子外相の名が書かれた無効票が出た[11][12]。
  - 福岡県選挙区 - 無効票が18万6706票（無効投票率は8.69%）となった[11]。この参院選から比例区が拘束名簿式から非拘束名簿式となったが、比例区の候補者陣営が比例区と選挙区の双方で比例区の候補者の名前を書くように支持者に徹底したことで、選挙区の選挙用紙に比例区の候補者名を書いたものが出たと報道されている[11][13]。
- 2003年第43回衆議院議員総選挙
  - 北海道第7区 - 自民党候補と民主党候補と共産党候補の3人が争う構図の選挙区で無効票が5704票（無効投票率は3.22％）となった[14]。無効票の中には刑事事件の裁判中で療養中のため立候補を辞退した鈴木宗男への500を超える票があった[14]。
  - 愛知県第11区 - 与党が擁立を見送った与党空白区で民主党候補と日本共産党候補の一騎討ちとなった選挙区で無効票が2万4882票（無効投票率は10.92%）となり、共産党候補の2万1179票より無効票が多い事態となった[15]。
- 2005年岡山市議会議員補欠選挙 -  当選枠2人に対して8人が立候補し、無効票が2万9327票（無効投票率は13.67％）となった[16]。岡山市長選挙と同日に行われたが、「岡山市では選挙公報を作成しておらず、有権者の情報源は候補者自身が配る法定のビラくらいで、立候補者8人の地盤以外に浸透しきれなかった」と分析された[16]。
- 2007年東京都議会議員世田谷区補欠選挙 - 2007年の東京都知事選挙と同日に行われ、1位当選の生活者ネット候補は15万8907票で2位落選の自民党候補は14万5203票で3位落選の共産党候補は4万5538票だったが、無効票が2万3743票（無効投票率6.36％）となった[17]。
- 2007年長崎市長選挙 - 立候補していた現職市長だった伊藤一長が射殺事件で投票日の4日前に死亡し、伊藤陣営は市長の娘婿を、世襲に反発した市役所課長がそれぞれ補充立候補したが（結果は市役所課長が当選し、市長娘婿は落選）、無効票が1万5435票（無効投票率は7.69%）になった[18]。白票は5119票で、それ以外は期日前投票を含めて伊藤市長に投じた票が多かったとみられるが、「誰に入れたらいいかわからない」「伊藤市長さんありがとうございました」「市長の息子」「市長の後継者」や補充立候補をした2候補の名前を混同して書かれた等の伊藤市長射殺後と思われる記載も見られた[18][19][20][21]。
- 2009年第45回衆議院議員総選挙
  - 栃木県第3区 - 二大政党（自民党と民主党）と共産党と公明党が擁立を見送ったことで与党空白区・共産空白区となり、みんなの党候補と幸福実現党候補の一騎討ちとなった選挙区で無効票が1万514票（無効投票率は6.57%）となり、幸福実現党候補の得票である7024票より無効票が多い事態となった[22]。
- 2012年第46回衆議院議員総選挙
  - 東京都第12区 - 二大政党である自民党と民主党が擁立を見送り、公明党候補と日本未来の党候補と共産党候補と幸福実現党候補が立候補した選挙区で無効票は2万6943票（無効投票率は10.83%）になった[23]。
  - 大阪府第6区 - 二大政党である自民党と民主党が擁立を見送り、さらに大阪政界において多数の政治家を輩出している大阪維新の会を母体とする日本維新の会が擁立を見送り、公明党候補と共産党候補と日本未来の党が立候補した選挙区で無効票は2万4643票（無効投票率は11.16%）になった。
- 2014年大阪市長選挙 – 前職の橋下徹による出直し選挙によるものだったが、橋下が代表を務める大阪維新の会以外の主要政党が「大義がない」として候補者擁立を見送ったことで、無効票は6万7506票（無効投票率は13.53%）になった[24]。1位当選した前職の橋下以外は泡沫候補であり、落選者3人の得票合計の5万3895票よりも無効票が多い事態となった。無効票のうち白票が4万5098票であったが、白票以外には「該当者なし」や「投票したいひとはいません!!」や大きく「×」と書かれた無効票など前職の橋下及び泡沫候補とされた3人に投票したくない意思表示のものがあり、中には「ふざけるな」や「税金は大切に使いましょう」と橋下の出直し選挙を批判するものもあった[25]。
- 2014年第47回衆議院議員総選挙
  - 大阪府第3区 - 二大政党である自民党と民主党が擁立を見送り橋下徹維新の党代表が立候補を仄めかしながら見送り、公明党候補と共産党候補の一騎討ちになった選挙区で無効票が2万6729票（無効投票率は15.25%）になった[26]。
- 2016年第24回参議院議員通常選挙
  - 徳島県・高知県選挙区 - 合同選挙区で徳島県出身の候補のみで高知県出身の候補が不在だったこともあり、高知県において無効票が1万7569票（無効投票率は6.14%）と前回と比較して約6割増加し、「合区反対」と書かれた票も存在した[27]。
  - 鳥取県・島根県選挙区 - 合同選挙区で与党候補が島根県出身だったこともあり、鳥取県において無効票が1万1012票（無効投票率は4.04%）と前回と比較して約4割増加し、「合区反対」「合区はだめだ」と書かれた票も存在した[27][28]。
- 2018年雫石町議会議員補欠選挙 - 当選枠1人に対して2人が立候補し、1位当選候補は3710票で2位落選候補は2476票だったが、無効票が3138票（無効投票率は33.66%）となった[29]。町長選と同時に行われた一方で、2人の候補は選挙ポスターに顔写真を掲載せず、選挙カーによる運動や街頭演説も行わなかったことで有権者の判断材料が少なかったことが大量の無効票につながったとみられた。
- 2019年第25回参議院議員通常選挙
  - 徳島県・高知県選挙区 - 合同選挙区で高知県出身の候補のみで徳島県出身の候補が不在だったこともあり、徳島県において無効票が1万4841票（無効投票率は6.04%）であり、「合区反対」「合区やめて」「投票する人がいない」「高知の人だから」や選挙区から比例区上位に回った徳島県にゆかりのある「三木亨」と徳島県にゆかりのない候補者に投票したくない意思表示が書かれた票も存在した[30][31]。
- 2021年第49回衆議院議員総選挙
  - 大阪府第5区 - 二大政党である自民党と立憲民主党、さらに大阪政界において多数の政治家を輩出している大阪維新の会を母体とする日本維新の会が擁立を見送り、公明党候補と共産党候補とれいわ候補と無所属候補が立候補した選挙区で無効票が2万8188票（無効投票率は12.33%）になった[32]。この選挙では日本維新の会は大阪府の19選挙区中15選挙区で擁立をして全員が小選挙区当選を果たす一方で、公明党との選挙区調整をして擁立を見送った大阪府第5区を含めた4選挙区（大阪府第3区・大阪府第5区・大阪府第6区・大阪府第16区）では他の大阪府の選挙区と比較して無効票が突出して多かったこと[注 2]が注目された。

### 選管事務職員のミス
選挙管理委員会事務職員等のミスで「無効票」となる事例が報道されている。
- 投票所で国政選挙において選挙区の投票用紙と比例区の投票用紙を有権者に間違えて交付してしまい、有権者が気づかずにそのまま投票すると、前記概要の1に該当して「無効票」になる可能性が高いと報道された事例（2022年の第26回参議院議員通常選挙では栃木県宇都宮市で選挙区と比例区の投票用紙を間違って渡してしまって260人分の投票が無効票となる見込み[33]が、2001年の第19回参議院議員通常選挙では山口県小野田市で選挙区と比例区の投票用紙を間違って渡してしまって295人分の投票が無効になる見込み[34]がそれぞれ報じられた）。
- 不在者投票制度による投票入りの段ボール箱を開票所に運び忘れ、「無効票」と報道された事例（2003年の第43回衆議院議員総選挙では千葉県野田市において選管事務室に保管していた不在者投票入りの段ボール箱2個を開票所に運び忘れてしまい、小選挙区[注 3]2686票、比例区[注 4]3060票が無効票となったことが報じられた[35]）。
- 1927年（昭和2年）9月22日、鳥取県議会選挙で土師村（現智頭町）の投票管理者（村長）が、投票用紙に役場印を独自に押印して使用させた。後日、これが「正規の投票用紙でないもの」と判断されたため、村内の投票総数237票のうち236票が無効票となった[36]。

### ネットでの炎上
ネット環境の発達に伴い、有権者が自らの無効票を撮影したものをSNS等にアップロードして炎上する事例も確認されるようになり、有権者のモラルが問われる事態に発展している。
- 2017年第48回衆議院議員総選挙
  - 投票日当日の10月22日、Twitter上であるユーザーがイラストを描いた無効票の画像をアップロードしたことと、そのユーザーの妻が「みんなが見ている前で（投票用紙を）破り捨てた」と発言したことに批判が集まり、炎上する騒ぎとなった。有権者の投票行為について、公職選挙法第60条では「投票所において演説討論をし若しくはけん騒にわたり又は投票に関し協議若しくは勧誘をし、その他投票所の秩序をみだす者があるときは、投票管理者は、これを制止し、命に従わないときは投票所外に退出せしめることができる」と規定されており、今回の場合“投票所の秩序を乱す”行為に当たる可能性があるものの、候補者に投票したことにより勧誘をしていることには当たらないため、罰則の適用対象になることはないとされている。また、投票時の撮影及び画像の掲載について、同法第60条では明確に撮影行為を禁止していないが、選挙管理委員会では他の有権者とのトラブルや周囲に誤解を招く危険性を考慮し、撮影行為の自粛を呼びかけている[37]。

## アメリカ合衆国
アメリカ合衆国では連邦の選挙も含め、一義的には州当局が選挙の責任を負うため、投票のシステムや無効票の判定基準や作業は各州の定めによる。無効票の判定基準や判定結果が合衆国憲法の定める平等な投票権に関する問題とされた場合は、連邦の選挙・州の選挙を問わず連邦裁判所の管轄となる。

### 例
2000年大統領選挙ではフロリダ州で僅差となり再集計を行ったところ、パンチカード式投票用紙が用いられていた郡において、投票者が穿孔しようとした形跡があるにも拘らず穴が開ききっていない票が大量にあり、それらが無効票とされていたことが判明。人手による再判定の基準や再判定の回数について紛糾する。最終的には連邦最高裁判所で決着（ブッシュ対ゴア事件）。

## スウェーデン
スウェーデンでは既成政党へのノーの意思表示としてしばしば「ドナルドダック党」への投票が行なわれ、得票が必ずある（多い時では二百数十票）。